# Liste der Bischöfe von Mondoñedo
Die folgenden Personen waren Bischöfe des Bistums Mondoñedo, seit 1959 Bistum Mondoñedo-Ferrol, in Spanien:

## SitzBretoña
- Mailoc (572)
- Metopio (633)
- Sonna (646–653)

## SitzSan Martiño
- Sabarico I. (866–877)
- Rosendo I. (877–907)
- Sabarico II. (907–922) (Haus Kantabrien)
- Recaredo (923)
- Heiliger Rosendo (923–942)
- Teodomiro (969?)
- Armentario (983–1011)
- Suario I. (1015–1022)
- Nuño I. (1025–1027)
- Adulfo (¿?)
- Albito (1040?)
- Suario II. (1058–1071)
- Heiliger Gonzalo (1071–1112)
- Nuño Alfonso (1112–1136)

## SitzVilamaior
- Pelayo I. (1136–1154)
- Pedro I. (1155–1167)
- Joán Pérez (1170–1173)
- Rabinato (1177–1199)

## SitzRibadeo
- Pelaio II. de Cebeyra (1199–1218)

## SitzMondoñedo
- Martiño (1219–1248)
- Joán II. de Sebastiáns (1248–1261)
- Nuño II. Pérez (1261–1286)
- Álvaro Gómez (1286–1297)
- Rodrigo Vázquez (1298–1318)
- Gonzalo (1319–1326)
- Joán III. (1327–1329)
- Álvaro Pérez de Biezma (1326–1343)
- Vasco (1343–1346)
- Alfonso Sánchez (1347–1366)
- Francisco I. (1367–1393)
- Lope de Mendoza (1393–1399)
- Álvaro de Isorna (1400–1415)
- Xil Soutelo (1415–1425)
- Xil Rodríguez de Muros (1429–1432)
- Pedro Henríquez (1426–1445)
- Pedro Arias Vaamonde (1446–1448)
- Alfonso de Segura (1449–1455)
- Alfonso Vázquez de Acuña (1455–1457)
- Fadrique de Guzmán (1452–1492?)
- Alfonso Suárez de la Fuente del Salce (1493–1496)
- Pedro de Munébrega (1498–1504)
- Diego de Muros (1505–1512) (auch Bischof von Oviedo)
- Diego Pérez Villamuriel (1512–1520)
- Jerónimo Suárez Maldonado (1525–1532) (auch Bischof von Badajoz)
- Pedro Pacheco Ladrón de Guevara (1532–1537) (auch Bischof von Ciudad Rodrigo)
- Antonio Guevara Noroña, O.F.M. (1537–1545)
- Diego Soto Valera (1545–1549)
- Francisco de Santa María Benavides Velasco, O.S.H. (1550–1558) (auch Bischof von Segovia)
- Pedro Maldonado, O.F.M. (1559–1566)
- Gonzalo Solórzano (1567–1570) (auch Bischof von Oviedo)
- Antonio Luján Luján, O.F.M. (1570–1570)
- Juan de Yermo (Liermo) y Hermosa (1574–1582) (auch Erzbischof von Santiago de Compostela)
- Isidoro Caja de la Jara (1582–1593)
- Gonzalo Gutiérrez Montilla (1593–1598) (auch Bischof von Oviedo)
- Diego González Samaniego (1599–1611)
- Alfonso Mesía de Tovar (1612–1616) (auch Bischof von Astorga)
- Pedro Fernández Zorrilla (1616–1618) (auch Bischof von Badajoz)
- Rafael Díaz de Cabrera, O.SS.T. (1618–1630)
- Francisco Villafañe (1631–1633) (auch Bischof von Osma)
- Antonio Valdés Herrera (1633–1636) (auch Bischof von Oviedo)
- Gonzalo Sánchez de Somoza Quiroga (1638–1644)
- Juan Juániz de Echalar (1645–1647) (auch Bischof von Calahorra y La Calzada)
- Francisco Torres Grijalba, O.S.A. (1648–1662)
- Dionisio Pérez de Escobosa (1663–1668)
- Luis Tello de Olivares (1669–1671)
- Sebastián de Arévalo (1672–1682)
- Gabriel Ramírez de Avellano (1682–1689)
- Miguel Quixada (1690–1698)
- Manuel Navarrete e Ladrón de Guevara (1699–1705)
- Juan Antonio Muñoz Salcedo, O.S.H. (1705–1728)
- Antonio Alejandro Sarmiento Sotomayor, O.S.B. (1728–1751)
- Juan Manuel Escobar Carrera (1752–1752)
- Carlos Antonio Riomol Quiroga (1752–1761)
- José Francisco Losada Quiroga (1761–1779)
- Francisco Cuadrillero Mota (1780–1797)
- Andrés Aguiar Caamaño (1797–1815)
- Bartolomé Cienfuegos (1816–1827)
- Francisco López Borricón (1827–1839)
- Tomás Iglesias Bárcones (1850–1851) (auch Patriarch von Westindien)
- Telmo Maceira (1852–1855) (auch Bischof von Tui)
- Ponciano Arciniega (1857–1868)
- Francisco de Sales Crespo y Bautista (1875–1877)
- José Manuel Palacios y López (1877–1885)
- José María Justo Cos y Macho (1886–1889) (auch Erzbischof von Santiago de Cuba)
- Manuel Fernández de Castro y Menéndez (1889–1905)
- Juan José Solís y Fernández (1905–1931)
- Benjamín de Arriba y Castro (1935–1944) (auch Bischof von Oviedo)
- Fernando Quiroga y Palacios (1945–1949) (auch Erzbischof von Santiago de Compostela)
- Mariano Vega Mestre (1950–1957)

## Sitz Moñdonedo-Ferrol
- Jacinto Argaya Goicoechea (1957–1968) (auch Bischof von San Sebastián)
- Miguel Angel Araújo Iglesias (1970–1985)
- José Gea Escolano (1987–2005)
- Manuel Sánchez Monge (2005–2015), dann Bischof von Santander
- Luis Ángel de las Heras Berzal CMF (2016–2020), dann Bischof von León
- Fernando García Cadiñanos (seit 2021)